# Stockport (district)
Stockport (Metropolitan Borough of Stockport) is een Engels district in het stedelijk graafschap (metropolitan county) Greater Manchester en telt 292.000 inwoners. De oppervlakte bedraagt 126 km².
Van de bevolking is 16,5% ouder dan 65 jaar. De werkloosheid bedraagt 2,5% van de beroepsbevolking (cijfers volkstelling 2001).

## Plaatsen in district Stockport
- Bramhall
- Cheadle Hulme
- Davenport
- Stockport